# Egyházashetye
Egyházashetye es un pueblo ubicado en el distrito de Celldömölk, en el condado de Vas, Hungría.

## Superficie
Posee una superficie de 13,20 kilómetros cuadrados.

## Demografía
Hasta 2019 la población era de 305 habitantes, con una densidad de población de 23,11 habitantes por kilómetro cuadrado.